# آسوکاتی
آسوکاتی (به لاتین: Asokati) یک روستا در بنگلادش است که در استان باریسال و در ناحیه باریسال واقع شده است.